# Девани, Омар
Омар Лоренсо Девани (исп. Omar Lorenzo Devani; 27 апреля 1940, Кордова) — аргентинский футболист, нападающий, известный по выступлениям в чемпионате Колумбии.

## Биография
В начале карьеры выступал на родине за клубы «Велес Сарсфилд» и «Депортиво Морон».
В 1963 году перебрался в Колумбию, где выступал в течение девяти лет до конца карьеры. Первым клубом в чемпионате Колумбии для игрока стал «Атлетико Букараманга», где Девани провёл полтора сезона. В сезоне 1963 года он забил 36 голов и стал лучшим бомбардиром лиги, разделив это звание с Хосе Вердуном. В ходе следующего сезона форвард перешёл из неудачно играющей «Букараманги» в состав другого середняка — «Унион Магдалена», и во второй раз подряд стал лучшим снайпером, забив 28 голов — по 14 за каждый из клубов.
В 1965 году нападающий перешёл в «Индепендьенте Санта-Фе» и провёл в клубе два сезона. В первом сезоне забил 26 голов, но с этим результатом не смог попасть в тройку лучших снайперов. В 1966 году со своим клубом выиграл чемпионский титул, ставший для Девани единственным в Колумбии, а также в третий раз стал лучшим бомбардиром лиги (31 гол). В дальнейшем выступал за «Индепендьенте Медельин», «Онсе Кальдас» и снова возвращался в «Унион Магдалена», но с этими клубами не добивался успехов. В составе клуба из Медельина выступал в розыгрыше Кубка Либертадорес 1967 года, забил в турнире 3 гола.
Всего в чемпионатах Колумбии забил 195 голов (по другим данным — 198), по состоянию на 2020 год входит в десятку лучших бомбардиров лиги за всю историю.

## Достижения
- Чемпион Колумбии: 1966
- Лучший бомбардир чемпионата Колумбии: 1963 (36 голов), 1964 (28 голов), 1966 (31 гол)